# Diagnostic and Statistical Manual of Mental Disorders
Diagnostic and Statistical Manual of Mental Disorders (DSM) är en diagnosmanual utgiven av amerikanska psykiatrikerförbundet American Psychiatric Association (APA) med specifika diagnoskriterier för en rad olika psykiska störningar och relaterade tillstånd, tillsammans med detaljerad information om dessa (såsom prevalens, förlopp, riskfaktorer, köns- och genusrelaterade frågor, differentialdiagnostik och samsjuklighet). Manualen innehåller diagnoskoder enligt amerikanska versionen av ICD-systemet, och innehåller således inga egna "DSM-diagnoskoder".
DSM är brett använd över hela världen, även i Sverige. Diagnoskriterierna i DSM finns i svensk översättning i serien av böcker med inledande titeln Mini-D, utgivna av förlaget Pilgrim Press.
Den första versionen av DSM publicerades 1952 och den senaste utgåvan, DSM-5-TR, publicerades 2022, med uppdateringar som löpande publiceras i form av supplement på APA:s hemsida.

## Olika utgåvor av DSM

### DSM-5-TR
2022 publicerades den senaste versionen av DSM: den reviderade utgåvan av DSM-5, benämnd DSM-5-TR (Diagnostic and statistical manual of mental disorders, fifth edition, text revision). Den reviderade utgåvan innehöll i förhållande till DSM-5 bland annat:
- de uppdateringar till DSM-5 som publicerats on-line efter 2013
- förändringar i över 70 störningar
- uppdaterad information om störningarna utifrån tillkommen forskning
- den tillkomna diagnosen Prolonged Grief Disorder

APA publicerar löpande uppdateringar till DSM-5-TR på sin hemsida. I en uppdatering från september 2022 tillkom diagnosen Major or Mild Neurocognitive Disorder Due to Unknown Etiology.
DSM-5-TR innehåller diagnoskoder enligt ICD-10-CM:23–24 (amerikanska versionen av ICD-10).

### DSM-5
Den femte utgåvan av DSM gavs ut 2013 med benämningen DSM-5, och löpande uppdateringar publicerades på APA:s hemsida.
I förhållande till DSM-IV-TR innehöll DSM-5 flera förändringar som även grundades i nya landvinningar inom forskningen, bland annat
- förändringar i manualens struktur och uppdaterad information[7]
- införandet av diagnosen Autism Spectrum Disorder (autismspektrumstörning) som bl.a. samlar de tidigare diagnoserna Aspergers syndrom och autistiskt syndrom[7]
- förändringar i diagnostiken av neurokognitiva störningar[7]
- att inte använda axlar när diagnoser ska dokumenteras[8]

### DSM-IV och DSM-IV-TR
DSM-IV gavs ut 1994, och ersatte då DSM-III från 1980 och dess reviderade upplaga DSM-III-R från 1987. Den reviderade upplagan av DSM-IV från 2000 benämndes DSM-IV-TR, där TR stod för Text Revision.
En diagnos i dåvarande DSM-system gjordes utifrån en multiaxial bedömning, d.v.s man såg till flera områden i patientens liv som kunde vara relevanta utifrån följande fem axlar:
| Axel I:   | Kliniska störningar, exempelvis depression och psykos                            |
| Axel II:  | Personlighetsstörningar och utvecklingsstörning                                  |
| Axel III: | Somatiska sjukdomar eller skador med relevans för patientens psykiska störningar |
| Axel IV:  | Psykosociala problem                                                             |
| Axel V:   | Global skattning av funktionsförmågan enligt GAF-skalan                          |

Användet av axlar framhävdes ibland som en fördel framför ICD-systemet.

## Kritik mot DSM
Även om DSM har fått ett gott betyg för sitt sätt att standardisera psykiska diagnostiska kategorier och kriterier har den också givit upphov till kontroverser och kritik. Kritikerna, inklusive amerikanska National Institute of Mental Health (NIMH), hävdar att diagnostikens giltighet kan ifrågasättas då de utgår från ett kluster av symtom och inte objektiva mätvärden. Bland annat ifrågasätts validiteten och pålitligheten hos de diagnostiska kategorierna, en övertro på ytliga symtom, användningen av påstådda skiljelinjer mellan kategorier och vad som anses vara "normalt" beteende, möjligen kulturellt betingade förutfattade meningar och en övertro på medicin som lösning på problemet.
Allsopp et al. (2019) beskriver psykiatriska diagnoser som vetenskapligt meningslöst på grund av den stora överlappningen mellan olika diagnoser samtidigt som personer med samma diagnos kan ha väldigt olika problem.
Den femte utgåvan kritiserades av flera instanser både före och efter dess publicering. Kritiker framhåller, bland annat, att många av tilläggen och ändringarna i DSM-5 saknar empiriskt stöd; konkordansen är låg för många störningar och många delar innehåller dåligt skrivna, förvirrande eller motsägande uppgifter och tillverkare av psykofarmaka skall ha haft otillbörligt stor påverkan på innehållet. Flera forskare hävdar att DSM-5 tvingar kliniker att göra bedömningar som inte baseras på faktiska bevis, bedömningar som har långtgående konsekvenser för behandling, förskrivning av medicin och för försäkringsrelaterade frågeställningar. Den allmänna kritiken av DSM-5 resulterade i en petition med 13 000 namnteckningar och stöd från många organisationer, vilka krävde en fristående granskning av publikationen. 

## Skillnader mellan diagnosmanualerna DSM-5-TR och CDDR för ICD-11
I mars 2024 publicerade Världshälsoorganisationen (WHO) diagnosmanualen Clinical descriptions and diagnostic requirements for ICD-11 mental, behavioural and neurodevelopmental disorders (CDDR) som innehåller diagnoskriterier för de psykiska, beteendemässiga och utvecklingsneurologiska störningarna i ICD-11-systemet. Manualen finns fritt tillgänglig på WHO:s webbplats.
En tydlig skillnad mellan CDDR för ICD-11 och DSM-5-TR är att diagnoskriterierna i CDDR för vissa störningar – t.ex. ADHD, autismspektrumstörning, posttraumatiskt stressyndrom (PTSD) – inte ställer som krav att ett visst antal symtom behöver uppvisas för att diagnos ska kunna ställas. I CDDR motiveras detta av att man försökt undvika att skapa en konstlad (artificiell) precision vad gäller gränsvärden (t.ex. av typen ett visst antal symtom måste föreligga för en viss diagnos), såvida ett sådant villkor inte kunnat beläggas med tillräckligt stöd i internationell forskning.:22
Ytterligare skillnader mellan manualerna är att vissa diagnoser har olika benämningar (t.ex. "Intellectual developmental disorder (Intellectual disability)" i DSM-5-TR men "Disorder of intellectual development" i CDDR) och att t.ex. störningen "Gaming disorder" erkänns som en diagnos i ICD-11 men betraktas i DSM-5-TR (då under namnet "Internet gaming disorder") som en tillstånd som kräver ytterligare forskningstöd för att kunna inkluderas i framtida utgåvor av DSM. 

## Användning av DSM i Sverige

### Förhållandet mellan DSM och ICD-10-SE: Skillnad mellan att ställa diagnos och att koda diagnos
Enligt bilagorna i Socialstyrelsens föreskrifter om uppgiftsskyldighet till Socialstyrelsens patientregister (HSLF-FS 2023:33) ska diagnoskoder registreras enligt "Internationell statistisk klassifikation av sjukdomar och relaterade hälsoproblem – Systematisk förteckning (ICD-10-SE)" med fortlöpande ändringar.

Socialstyrelsen skriver på sin webbplats om diagnoskodning inom psykiatrin att man behöver notera skillnaden mellan att ställa en diagnos och att koda en diagnos, där det står klinikern fritt att använda DSM om detta är relevant för att ställa en korrekt diagnos, men att ICD-10-SE (den svenska versionen av ICD-10) måste användas när man kodar diagnosen för inrapportering av diagnoskoder till Socialstyrelsens hälsodataregister:
För klinisk diagnostik inom psykiatri används huvudsakligen DSM, som i många fall ger möjlighet till mer preciserade bedömningar av enskilda patienter. Man behöver dock notera skillnaden mellan att ställa en diagnos och att koda en diagnos.
Socialstyrelsen bestämmer inte om eventuell användning av DSM i klinisk verksamhet. I den mån diagnostiska kriterier enligt DSM ger stöd för korrekt diagnossättning är det inte fel att DSM-systemet används när det är relevant. En diagnostisk manual som DSM fyller en delvis annan funktion i verksamheten än att enbart ge stöd för korrekt kodning med ICD.

I inrapporteringen till Socialstyrelsens hälsodataregister (patientregistret, dödsorsaksregistret m.fl.) används Världshälsoorganisationens (WHO:s) officiella klassifikationer, det vill säga för inrapportering av diagnoskoder används ICD-10-SE och det är alltså regelverket i ICD som ska vara vägledande för diagnoskodningen med detta syfte.
I DSM-5-TR-manualen återfinns diagnoskoderna enligt ICD-10-CM (amerikanska versionen av ICD-10-systemet) i anslutning till de flesta av diagnoserna:23–24. ICD-10-CM skiljer sig till viss del ifrån ICD-10-SE.

### Svensk översättning av DSM-diagnoskriterierna: Mini-D
Diagnoskriterierna i DSM finns i svensk översättning i bokserien Mini-D som ges ut av förlaget Pilgrim Press:
- Mini-D 5, diagnostiska kriterier enligt DSM-5-TR från 2023
- Mini-D 5, diagnostiska kriterier enligt DSM-5 från 2014
- Mini-D IV, diagnostiska kriterier enligt DSM-IV-TR från 2002
- Mini-D IV, diagnostiska kriterier enligt DSM-IV från 1995
- Mini-D-R, diagnostiska kriterier enligt DSM-III-R från 1989
- Mini-D, diagnostiska kriterier enligt DSM-III från 1984